# (39512) 1985 TA1
1985 تي أي 1 (ويعرف أيضًا باسم (39512) 1985 تي أي 1 وفق تسمية الكوكب الصغير) (بالإنجليزية: 1985 TA1)‏ هو كويكب ضمن حزام الكويكبات؛ وترتيبه 39512 من حيث الاكتشاف.
اكتُشف هذا الجُرم الفلكي بواسطة Edward L. G. Bowell ‏ في 15 أكتوبر 1985.

## وصلات خارجية
- (39512) 1985 TA1 في قاعدة بيانات مختبر الدفع النفاث لأجرام النظام الشمسي الصغيرة

- الاكتشاف · مخطط المدار ·  العناصر المدارية · المعلمات المادية

- (39512) 1985 TA1 على موقع ويكي سكاي: DSS2, SDSS, GALEX, IRAS, Hydrogen α, X-Ray, Astrophoto, Sky Map, Articles and images